# Przygotowanie do balu kostiumowego
Przygotowanie do balu kostiumowego, znane też pod nazwą Panny Williams-Wynn (ang. Preparing for a Fancy Dress Ball) – obraz olejny autorstwa angielskiego artysty Williama Etty’ego. Po raz pierwszy został wystawiony w 1836, a od 2009 prezentowany jest w York Art Gallery. Mimo że Etty był w tamtym czasie znany niemal wyłącznie z aktów o tematyce historycznej, w 1833 otrzymał od Charlesa Watkina Williamsa-Wynna, walijskiego polityka, zamówienie na namalowanie portretu dwóch jego córek. Obraz przedstawia obie kobiety, Charlotte i Mary, w bogatych strojach we włoskim stylu. Charlotte, starsza, na obrazie stoi i pomaga siedzącej Mary udekorować jej włosy wstążką i różą. Etty włożył w to dzieło wiele wysiłku i ukończenie go zajęło mu znacznie więcej czasu niż zwykle.
W 1835 obraz był gotowy i wystawiony na Summer Exhibition organizowanej przez Royal Academy of Arts. Został ogólnie dobrze przyjęty, nawet przez krytyków zwykle wrogo odnoszących się do Etty’ego i jego prac. Przygotowanie do balu kostiumowego udowadniało, że Etty był zdolny do tworzenia dzieł o wysokiej jakości i zasługiwał na mecenat ze strony angielskich elit, a sukces dzieła prowadził do dalszych zleceń. Obraz pozostał w kolekcji potomków Mary Williams-Wynn i w przeciwieństwie do innych obrazów prezentowanych na retrospektywnej wystawie Etty’ego z 1849, nie był publicznie pokazywany przez następne 160 lat. Prywatny kolekcjoner zakupił go od rodziny Williams-Wynn w 1982 i posiadał do 2009, kiedy pozyskała go York Art Gallery. W tym muzeum obraz stanowi istotny element kolekcji dzieł Etty’ego.

## Tło

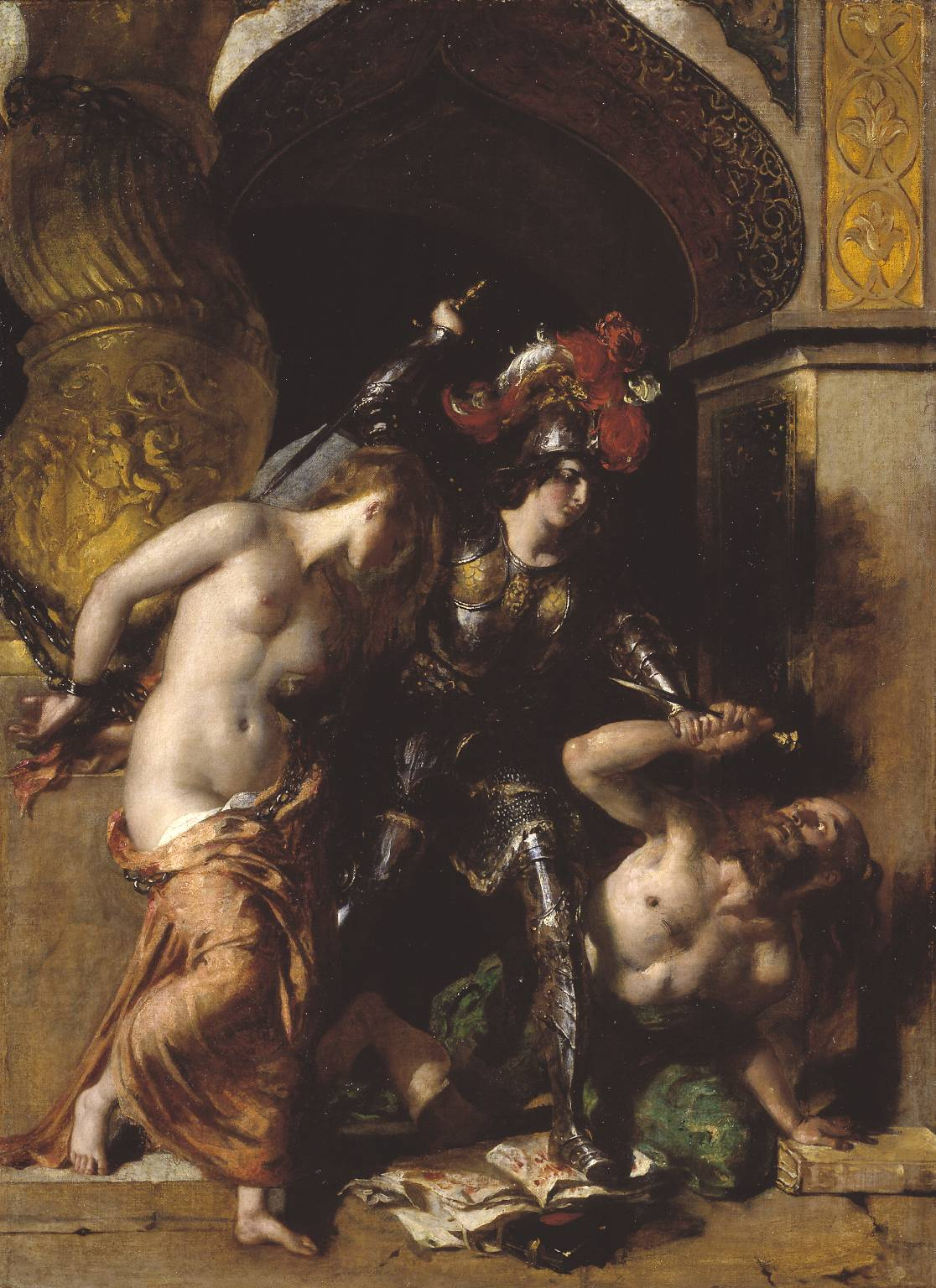
Britomartis ratująca Amoret, 1833. Przed początkiem lat 30. XIX wieku, Etty był znany z użycia scen literackich i mitologicznych jako pretekstu do przedstawienia nagości

William Etty pochodził z Yorku, jego ojciec był młynarzem i piekarzem. Aktywność zawodową zaczynał jako terminator u drukarza w Hull. W wieku 18 lat, po ukończeniu siedmioletniej praktyki, przeniósł się do Londynu. Zamierzał zostać malarzem historycznym w duchu tradycji starych mistrzów. Silnie inspirowany pracami Tycjana i Rubensa, wysyłał swoje dzieła do Royal Academy of Arts i British Institution. Wszystkie zostały albo odrzucone, albo wzbudziły skromne zainteresowanie po wystawieniu.
W 1821 Royal Academy zaakceptowała i wystawiła jedną z prac Etty’ego, Triumf Kleopatry. Obraz został dobrze przyjęty i spowodował podziw wielu znajomych Etty’emu artystów. W 1828 został mianowany pełnym członkiem Royal Academy, pokonując w głosowaniu Johna Constable’a. Zyskał szacunek ze względu na umiejętność wiernego oddawania na obrazach odcieni skóry oraz swoją fascynację dotyczącą ich kontrastów. Po wystawieniu Triumfu Kleopatry, przez następną dekadę Etty usiłował powtórzyć jego sukces, poprzez malowanie aktów osadzonych w scenerii biblijnej, literackiej oraz mitologicznej. W latach 1820–1829 Etty wystawił 15 obrazów, z których 14 zawierało nagość.
Niektóre akty autorstwa zagranicznych autorów były trzymane w prywatnych angielskich kolekcjach, ale Wielka Brytania nie miała własnej tradycji malowania aktów. Prezentowanie i rozprowadzanie materiałów zawierających nagość przed publicznością było tłumione od 1787. Etty był pierwszym brytyjskim artystą specjalizującym się w aktach, a reakcja niższych klas na te obrazy powodowała konsternację w XIX wieku. Wielu krytyków potępiało powtarzające się u niego przedstawienia kobiecej nagości jako nieprzyzwoite, aczkolwiek jego portrety z męską nagością były generalnie dobrze przyjmowane (męskie akty Etty’ego przedstawiały głównie mitologicznych herosów i klasyczne pojedynki, gatunki, w których ukazywanie nagich mężczyzn było w Anglii powszechnie akceptowalne). Począwszy od 1832, dręczony powtarzającymi się atakami ze strony prasy, Etty kontynuował swoją karierę znaczącego twórcy aktów, lecz czynił świadome wysiłki w celu oddawania w swych pracach przesłań moralnych.

### Elizabeth Potts

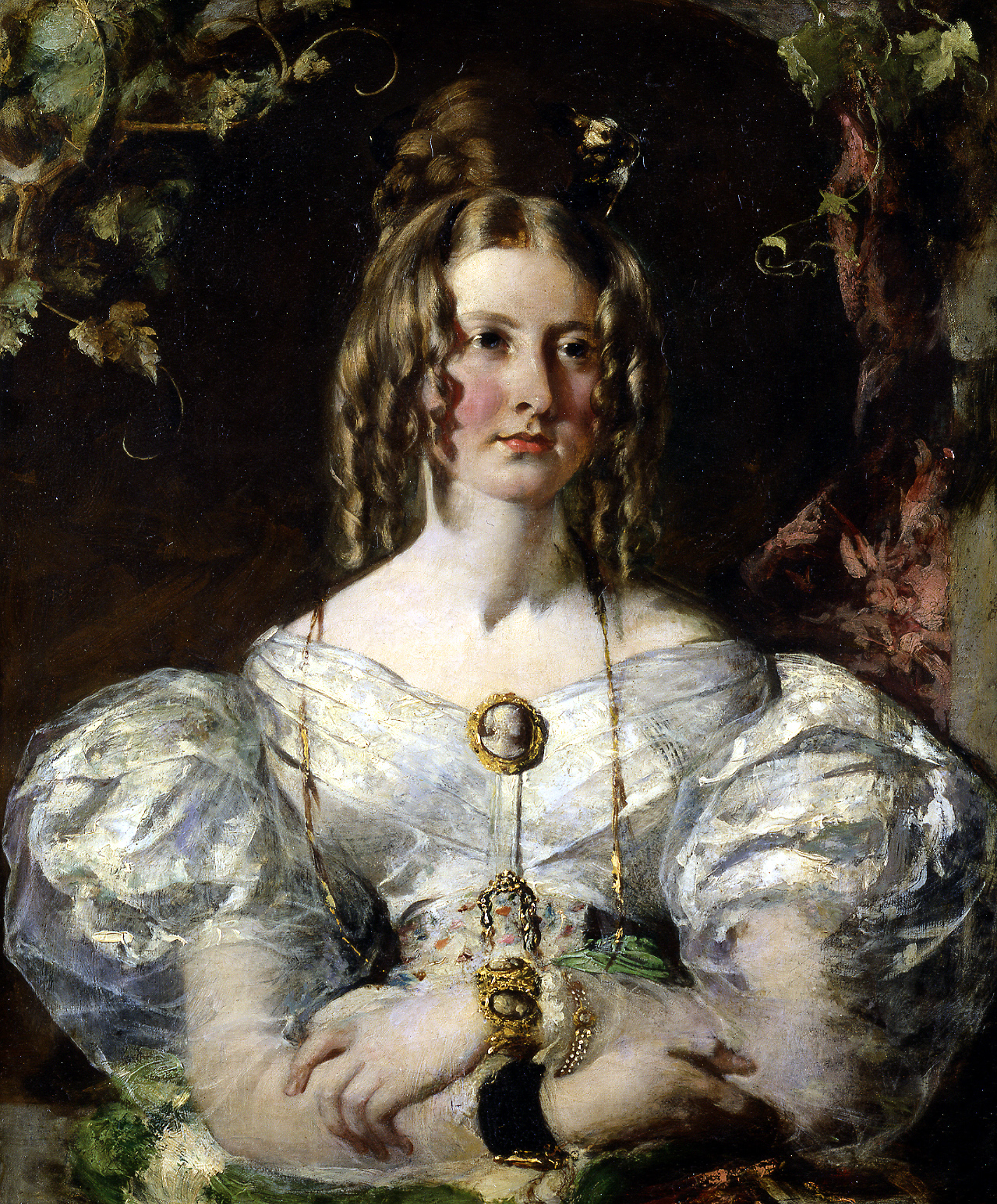
Wystawienie Elizabeth Potts ściągnęło na Etty’ego krytykę z powodu zarzucenia malarstwa historycznego na rzecz bardziej dochodowej, lecz mniej szanowanej dziedziny portretowania.

Chociaż Etty był w tamtym czasie znany niemal wyłącznie z malowania aktów, w 1833 otrzymał zamówienie od Thomasa Pottsa na namalowanie portretu jego córki Elizabeth. Potts zapłacił za niego 68 gwinei (71,4 funtów, ok. 8,04 tys. GBP w 2021). Etty zaprezentował Elizabeth Potts na Summer Exhibition w 1834 pod tytułem Portret, ponieważ matka pozującej nalegała na niewyjawianie jej tożsamości. Jako że w okresie poprzedzającym wystawę Etty był zbyt chory by wiele malować, poza tym obrazem przedstawił wtedy jeszcze tylko jeden, Kardynała.
Elizabeth Potts została źle przyjęta przez krytyków. Wielbicieli Etty’ego rozdrażniło jego oczywiste zarzucenie malarstwa historycznego na rzecz gorzej wtedy postrzeganego malarstwa portretowego. Krytycy Etty’ego uważali zaś, że brakuje mu umiejętności technicznych wystarczających do tworzenia wysokiej jakości portretów i że po prostu próbował wykorzystać swoje nazwisko do zarobienia pieniędzy w lukratywnej dziedzinie portretowania (historycznych obrazów generalnie nie sprzedawano na wystawach poniżej ceny wywoławczej, przez co w konsekwencji często pozostawały niesprzedane). Portrety były zamawiane przez modeli lub ich rodziny, zapewniając autorowi pewnie źródło przychodu. Portrety traktowano jako odzwierciedlenie natury, podczas gdy obrazy historyczne wymagały więcej kreatywności i dawały malarzowi okazję do opowiedzenia historii z przesłaniem moralnym. W efekcie malarstwo historyczne było znacznie wyżej cenioną dziedziną sztuki.
Etty utrzymywał za swojego życia bliskie kontakty z Yorkiem. Po powodującym znaczne szkody ataku podpalacza Jonathana Martina na archikatedrę w Yorku w 1829, Etty włożył znaczny wysiłek w przywrócenie budynku do pierwotnego stanu. Jednym z jego partnerów w tej kampanii był walijski polityk Charles Watkin Williams-Wynn, zasiadający w Izbie Gmin członek Partii Konserwatywnej, z okręgu Montgomeryshire.

## Kompozycja

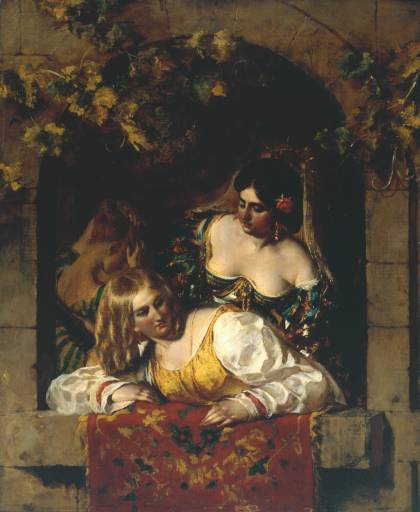
Kostiumy na obrazie Etty’ego Okno w Wenecji podczas fiesty (1831) przypominają te z Przygotowania do balu kostiumowego.

Pod koniec 1833 Williams-Wynn złożył u Etty’ego zlecenie na namalowanie portretu dwojga z jego siedmiorga dzieci. Obraz Przygotowanie do balu kostiumowego przedstawia dwie siostry, Charlotte i Mary, w lubieżnych strojach we włoskim stylu. Choć ich ubiór jest generalnie określany jako włoski, Dennis Farr w biografii Etty’ego z 1958 spekuluje, że niektóre elementy strojów miały być z zamierzenia rosyjskie, np. opaska na głowie Charlotte. Ubiór we włoskim stylu prawdopodobnie odzwierciedla wielką popularność włoskiej kultury w Anglii na początku XIX wieku. Wielkim powodzeniem cieszył się wówczas styl w muzyce zwany bel canto. Niezwykle popularne stały się też sztuki Szekspira o akcji osadzonej we Włoszech. Etty, który spędził wiele czasu w Wenecji i innych włoskich miastach, był dobrze zaznajomiony z włoskim ubiorem – kostiumy noszone przez siostry Williams-Wynn przypominają ubrania kobiet z weneckich scen namalowanych przez niego wcześniej, takich jak Okno w Wenecji podczas fiesty z 1831. Jak wskazuje historyk sztuki Leonard Robinson, pomimo tytułu obrazu siostry są na nim ukazane nie jako przygotowujące się do balu, ale już w pełni ubrane. Styl obrazu odzwierciedla styl Thomasa Lawrence’a, który był nauczycielem Etty’ego w latach 1807–1808, a także Joshui Reynoldsa, którego Etty był wielkim wielbicielem i którego dzieła często kopiował w ramach ćwiczeń.

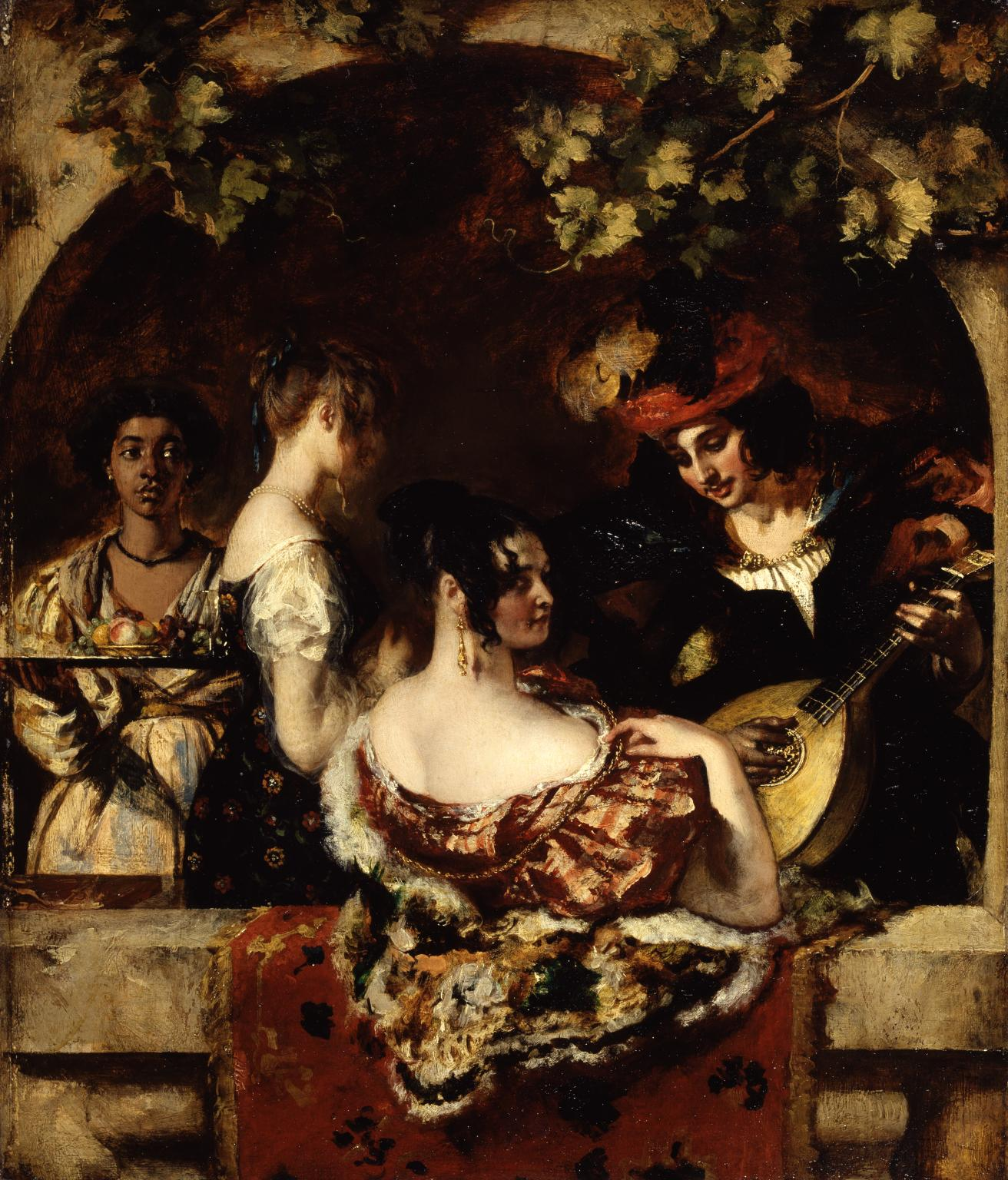
Kompozycja Przygotowania do balu kostiumowego jest odbiciem układu z Lutniarza, wystawionego na początku 1835.

Siostry są przedstawione w pozie trzy-czwarte. Starsza, Charlotte, stoi i pomaga siedzącej Mary udekorować jej włosy wstążką i różą. Ich ułożenie jest podobne do pozycji centralnych kobiecych postaci z Lutniarza Etty’ego, powstałego w podobnym czasie. Farr widzi Przygotowanie do balu kostiumowego jako kontynuację tematu z tamtego obrazu (Lutniarz był wystawiany w British Institution na początku 1835 obok Pożaru Izby Lordów i Izby Gmin Williama Turnera i został przez niego niejako przyćmiony. Tygodnik The Spectator komentował, że w porównaniu do żywych, wibrujących kolorów użytych przez Turnera, Lutniarz wyglądał jakby błoto było składnikiem farby). 
Przedstawione na obrazie przygotowanie do balu kostiumowego było tematem bliskim głównie zamożnym odbiorcom Etty’ego. W latach 30. XIX wieku zarówno w Londynie, jak i na prowincji, takie bale i przyjęcia były bardzo modne. Chociaż namalowane stroje są stosunkowo konserwatywne w porównaniu z tymi ubieranymi na współczesnych balach przebierańców, to bogactwo ich projektu wskazuje na wysoki status rodziny Williams-Wynn w modnych kręgach.
Przygotowanie do balu kostiumowego zajęło Etty’emu stosunkowo wiele czasu w porównaniu do jego zwykłego trybu pracy i przepraszał siostry za nieumiejętność uczynienia procesu pozowania mniej nużącym. Usprawiedliwiał powolność procesu mówiąc, że starał się nie tylko uchwycić podobieństwo do sióstr Williams-Wynn, lecz stworzyć świetne dzieło Sztuki.

## Odbiór

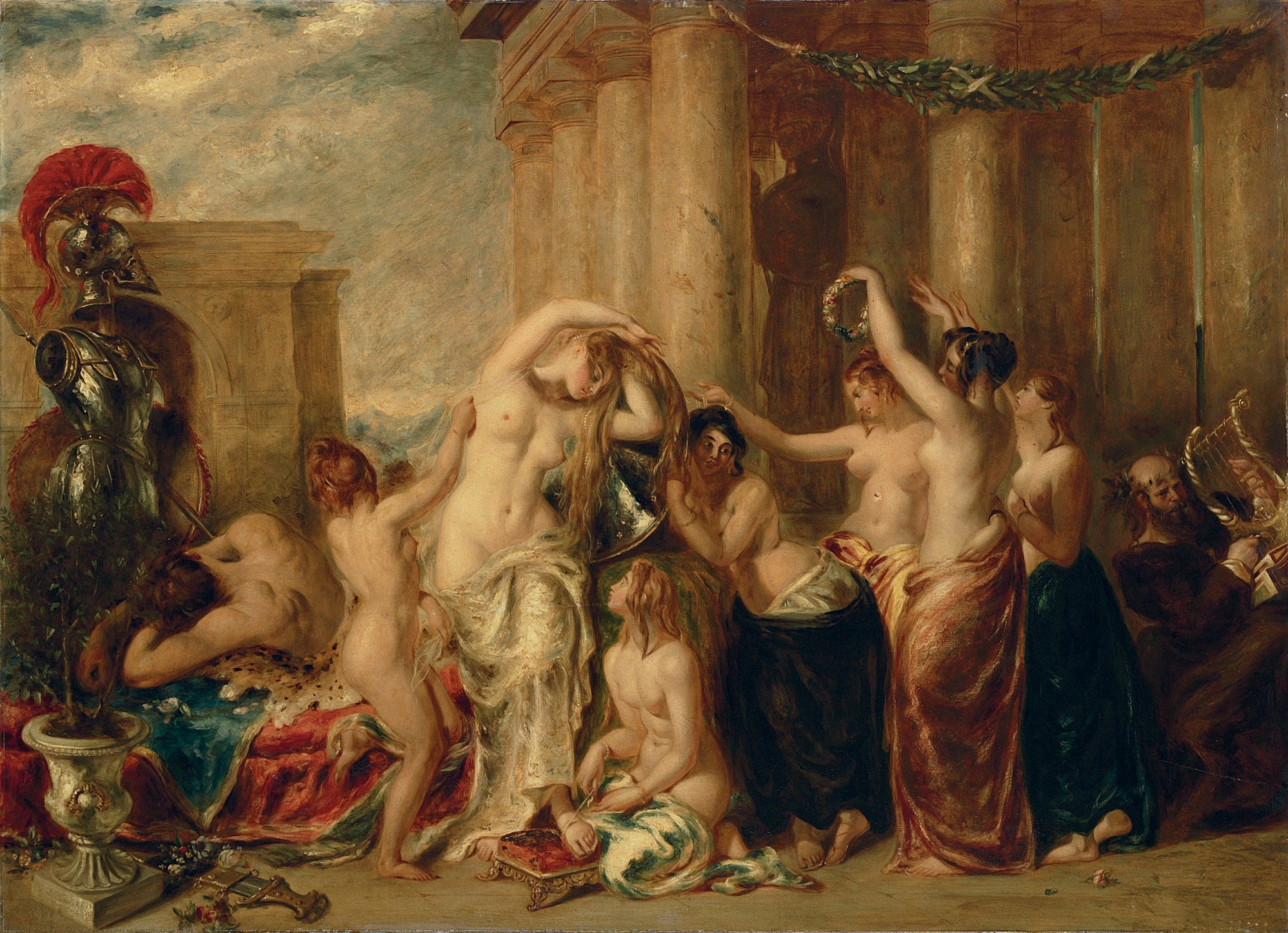
Wenus i jej świta został wystawiony obok Przygotowania do balu kostiumowego w 1835.

Przygotowanie do balu kostiumowego było jedną z ośmiu prac wystawionych przez Etty’ego w 1835 na Summer Exhibition, obok m.in. Wenus i jej świty. Historyczka sztuki Sarah Burnage uważa, że wybór Wenus i jej świty miał przyciągnąć uwagę poprzez podobieństwo do Przygotowania do balu kostiumowego i prawdopodobnie powiązać piękno sióstr Williams-Wynn z mitologiczną Wenus. Widzowie, nawet ci zwykle wrodzy Etty’emu, generalnie pozytywnie odebrali jego dzieło oraz zademonstrowaną zdolność do stworzenia znaczącej pracy, której istota nie była oparta na nagości ani zmysłowości. Dziennikarz Leigh Hunt’s London Journal wykazywał zadowolenie widząc, że używa swoich zdolności w dziedzinie uznanej za bardziej dochodową niż inne, z całego serca życzymy mu sukcesu. Ten sam recenzent ostro skrytykował jednak obraz Wenus i jej świta za niepotrzebną nagość i zupełny brak duszy.

## Dziedzictwo

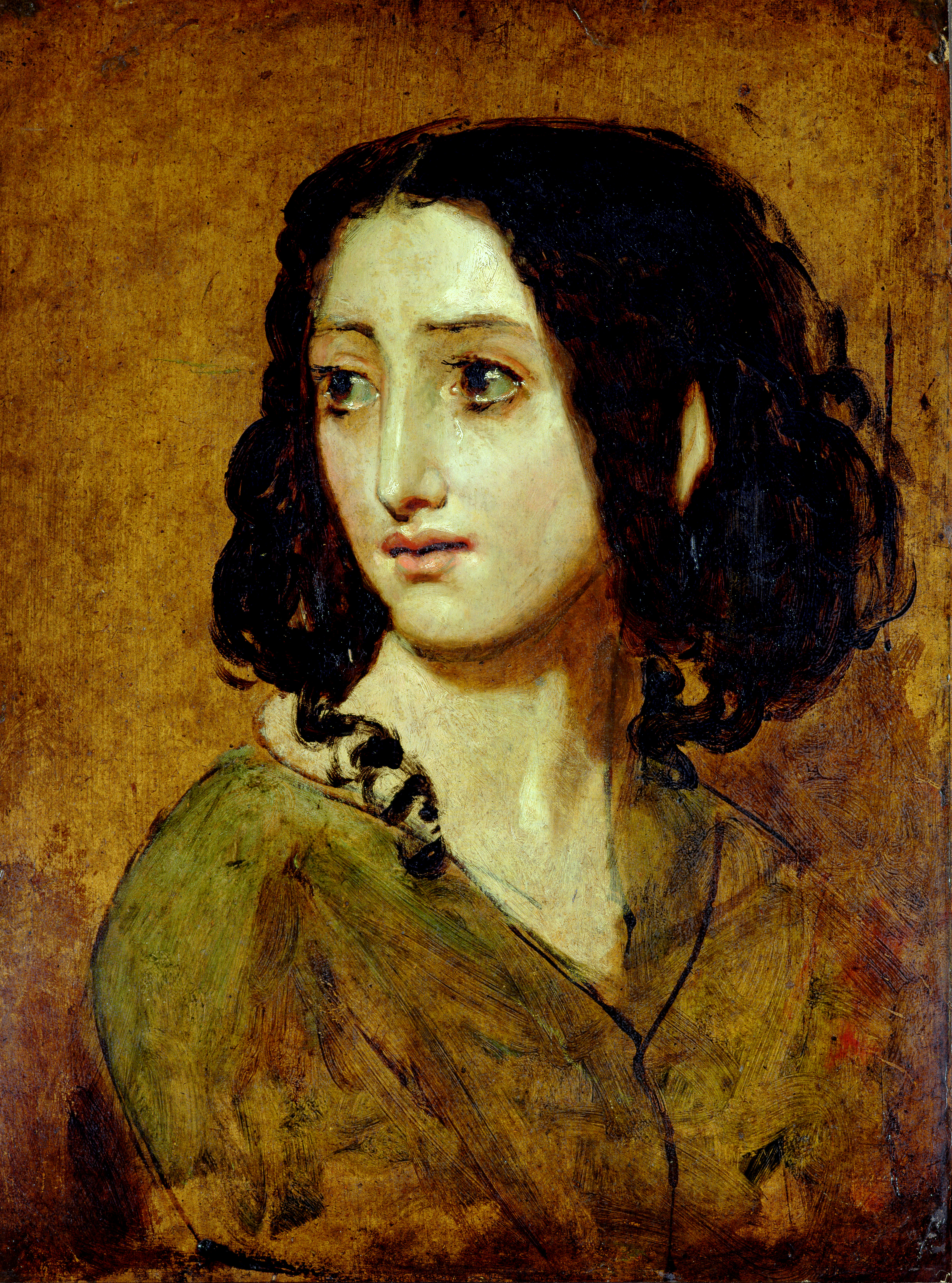
Portret Mille Rachel Etty’ego z 1841. Etty malował wiele portretów w ciągu swojego życia, ale nieliczne z nich prezentowano publicznie.

Mimo że Etty malował wiele prywatnych portretów przyjaciół i krewnych, stworzył bardzo niewiele takich eksponowanych publicznie. Mniej niż 30 z nich było wystawianych za jego życia. Malarstwo portretowe było postrzegane za trywialną i generalnie bezwartościową formę sztuki poprzez większość XIX wieku. Portrecistom ubliżano zarzucając im, że są chciwą, pozbawioną wyobraźni grupą żyjącą z próżności rozwijającej się klasy średniej. Krytykom generalnie nie podobały się portrety Etty’ego inne niż Przygotowanie do balu kostiumowego. Woleli jego obrazy historyczne, pomimo rezerwy wobec przedstawianej na nich nagości. Przygotowanie do balu kostiumowego wskazywało, że Etty mógł odnosić sukcesy malując na zamówienie angielskiej elity, co podnosiło jego status i prowadziło do dalszych zleceń. 
Etty zmarł w listopadzie 1849 i wkrótce przestał być popularny. Przed końcem XIX wieku ceny wszystkich jego obrazów spadły poniżej oryginalnych. Przygotowanie do balu kostiumowego wystawiono na głównej wystawie retrospektywnej Etty’ego w Royal Society of Arts w czerwcu 1849, lecz później obraz nie był wystawiony publicznie przez 160 lat. 
Charlotte Williams-Wynn stała się cenioną pisarką listów i pamiętnikarką. Mary Williams-Wynn wyszła za członka parlamentu, James Milnesa Gaskella. Obie siostry zmarły w kwietniu 1869. Charlotte Williams-Wynn zmarła bezdzietnie i obraz został odziedziczony przez rodzinę Mary Williams-Wynn. W 1982 został sprzedany prywatnemu kolekcjonerowi przez jej prawnuczkę, Lewis Motley. York Art Gallery zakupiła dzieło w 2009 za kwotę 120 000 funtów (ok. 153 tys. GBP w 2021) dzięki wsparciu organizacji Art Fund i grantowi od Muzeum Wiktorii i Alberta oraz organizacji Museums, Libraries and Archives Council. Tam stało się elementem dużej wystawy dzieł Etty’ego w 2011-12.